# Diode à vapeur de mercure

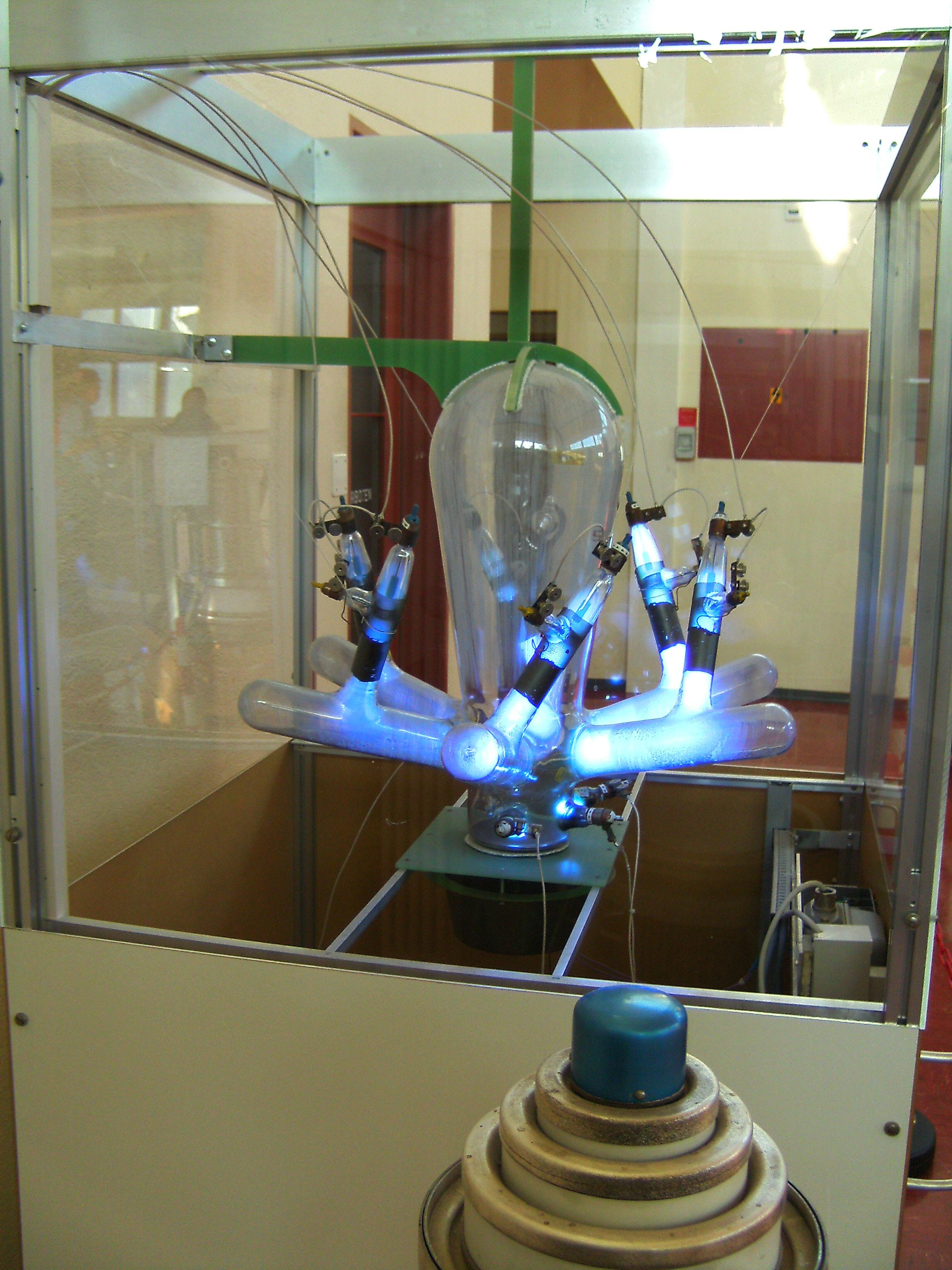
Redresseur au mercure de la tour de Blosenberg (Suisse) avant sa mise hors service.

Une diode à vapeur de mercure ou redresseur à vapeur de mercure ou valve à vapeur de mercure est un composant électrique utilisé pour redresser une tension ou un courant alternatif (AC) en courant continu (DC). C'est un tube à gaz à cathode froide en mercure, un métal liquide. Elle est donc autorégénératrice. Sa durée de vie est ainsi plus longue et elle peut redresser des courants plus importants que la plupart des autres tubes à gaz qui utilisent une cathode froide solide. 
Elle a été inventée en 1902 par Peter Cooper Hewitt et a depuis été utilisée pour les moteurs électriques des locomotives électriques et tramways, pour les radios et pour le transport d'électricité à courant continu. L'avènement des semiconducteurs de puissance, dans les années 1960, comme les diodes, thyristors et GTO, l'a rendue obsolète.

## Histoire

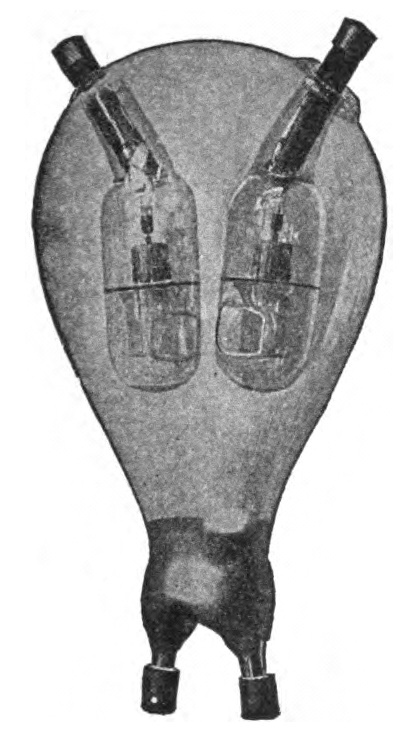
Une des toutes premières diodes à vapeur de mercure de Cooper Hewitt.

La diode à vapeur de mercure a été inventée en 1902 par Peter Cooper Hewitt, puis améliorée dans les années 1920 et 1930 principalement grâce à des recherches entreprises aussi bien en Europe qu'en Amérique du Nord. Avant son invention, la seule méthode pour redresser le courant était d'utiliser une commutatrice ou un groupe convertisseur. Cela était coûteux et le rendement était peu élevé. Les diodes à vapeur de mercure sont alors utilisées pour charger des batteries ou alimenter des lampes à arc.
L'apparition des redresseurs au sélénium dans les années 1920, préférables pour les applications basse tension, a limité l'usage des diodes à vapeur de mercure aux plus hautes tensions et aux plus hautes puissances.
Les diodes à vapeur de mercure ont été utilisées à grande échelle jusque dans les années 1960 pour redresser le courant des complexes industriels, pour les moteurs électriques des locomotives électriques et tramways, pour les émetteurs radio. Ainsi, les locomotives de type New Haven EP5, Virginian EL-C et en France les premières BB 12000 ont utilisé des ignitrons, de technologie voisine, pour alimenter leurs moteurs électriques en courant continu à partir de courant alternatif monophasé. Elles ont aussi été utilisées dans le métro londonien.
Les diodes à vapeur de mercure redressaient le courant pour les réseaux électriques urbains en courant continu qui ont existé jusque dans les années 1950.
L’avènement des semiconducteurs dans les années 1960-1970, comme les diodes, thyristors et GTO, l'a rendue obsolète.
En 2014, des valves à vapeur de mercure étaient encore en service dans des mines d'Afrique du Sud, au Kenya au Mombasa Polytechnic - Electrical & Electronic department et dans le  train de l'île de Man.

### Application au transport de courant continu

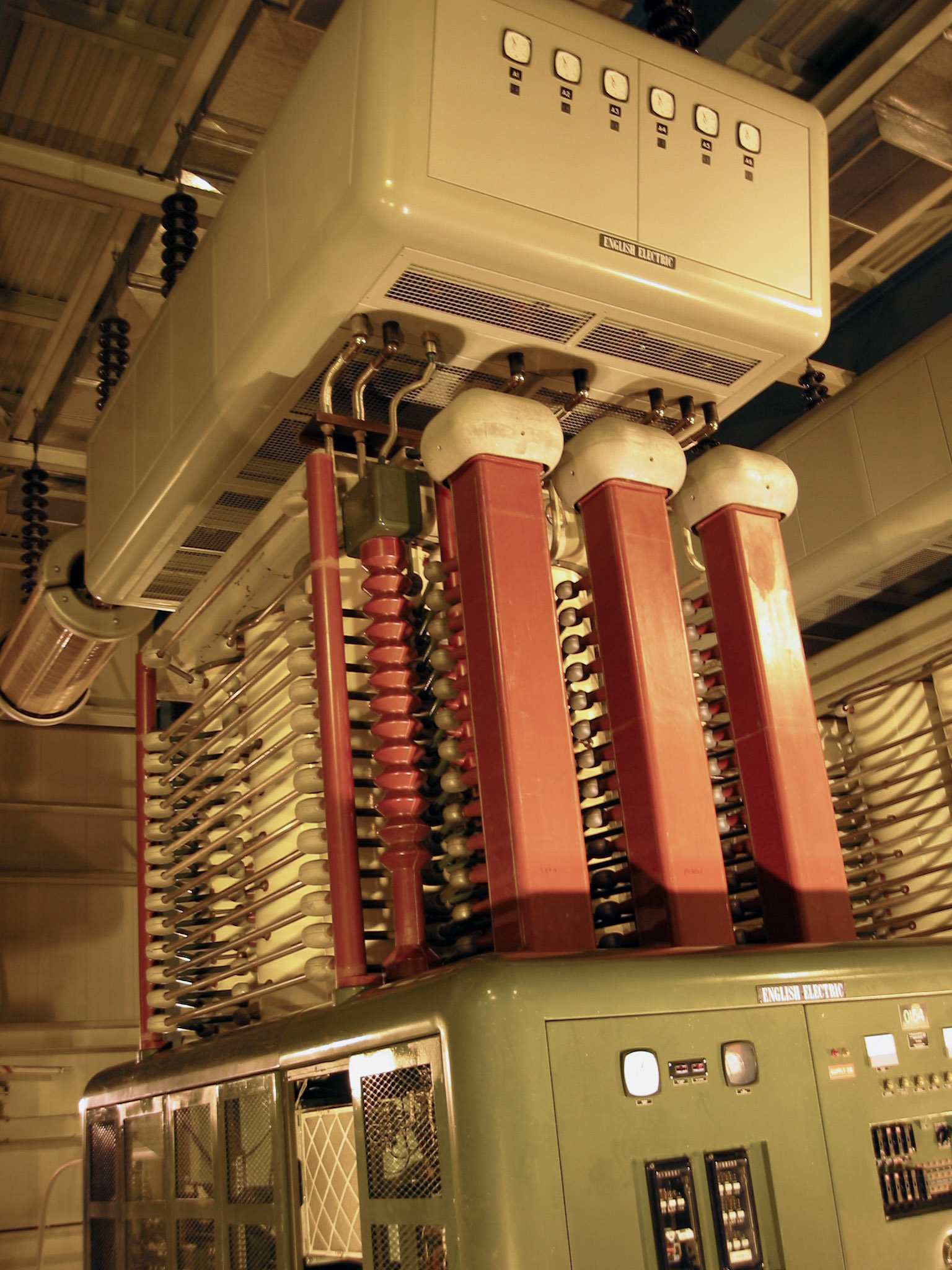
Valve à diode de mercure de tension nominale 150 kV et de courant nominal 1800 A utilisé sur la ligne HVDC Nelson River DC Transmission System.

L'un des derniers usages importants des valves à vapeur de mercure concerne les lignes hautes tensions à courant continu (HVDC), pour lesquelles elles ont été construites dans une dizaine de projets jusqu'en 1972. À partir de 1977, les thyristors réalisés en silicium les ont remplacées. Les valves à vapeur de mercure les plus puissantes jamais construites ont été installées sur la ligne Nelson River DC Transmission System au Canada. Construite par English Electric, elles avaient une tension nominale 150 kV, un courant nominal de 1 800 A, obtenu en mettant six anodes en parallèle. Les autres projets, comme Inter-Island ou Kingsnorth avaient des valves à quatre anodes. La dernière ligne en opération était Inter-Island, elle a été mise hors service le 1er août 2012.

## Principe

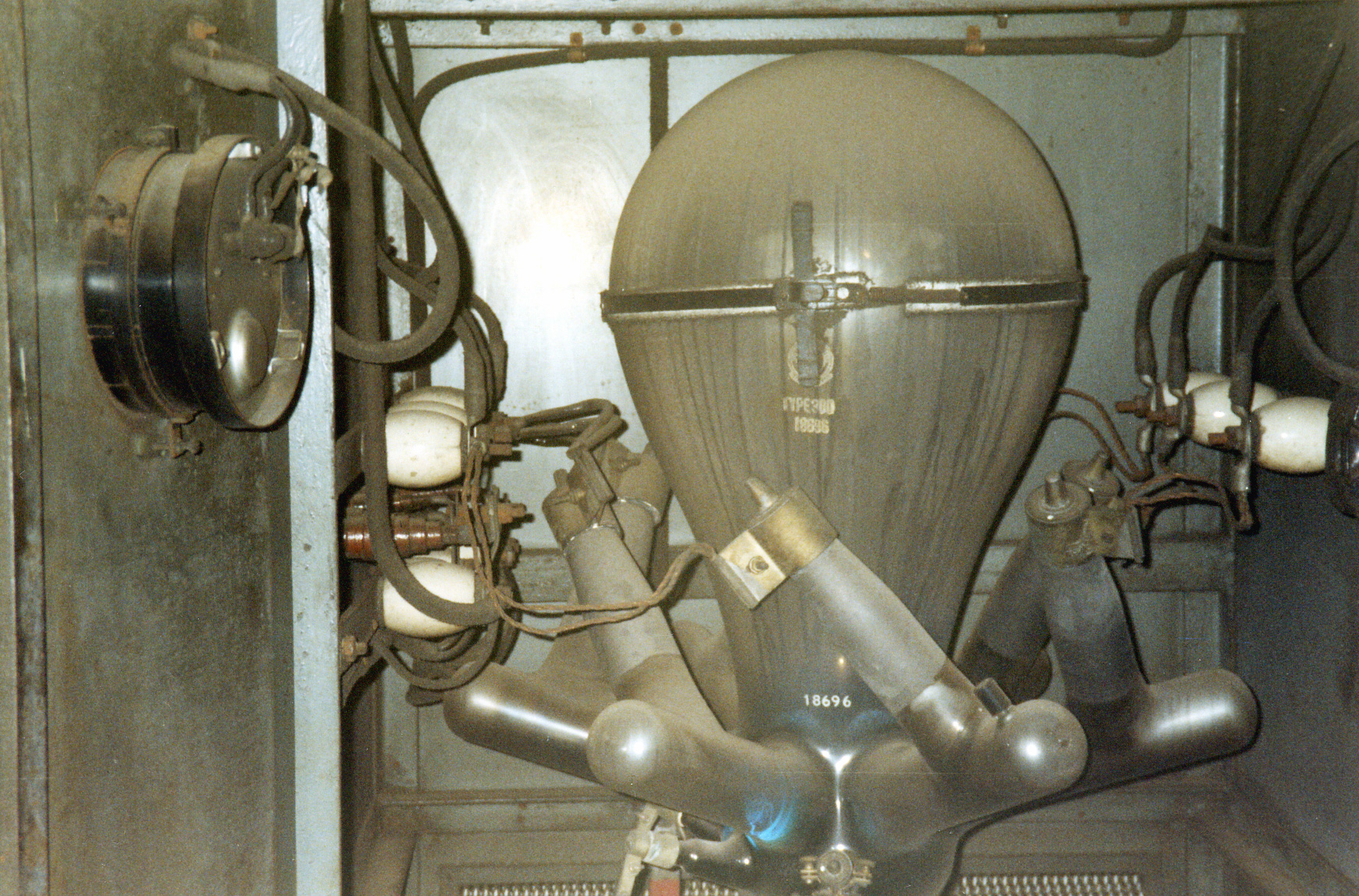
Diode à vapeur de mercure à enveloppe en verre des années 1940.

Le principe de la diode à vapeur de mercure pour redresser le courant repose sur une décharge électrique par arc dans un environnement clos contenant de la vapeur de mercure à basse pression. La piscine de mercure au fond de l'enveloppe permet au mercure de se régénérer. La cathode ne se dégrade donc pas avec le temps. Le mercure émet des électrons libres, alors que l'anode, faite de carbone, n'en émet que très peu, même chauffée, le flux d'électrons ne peut donc traverser l'arc que dans une seule direction : de la cathode vers l'anode. L'ensemble redresse donc le courant, qui circule de l'anode vers la cathode.
Lorsque l'arc se forme, des électrons sont émis depuis la surface de la piscine, ce qui cause l'ionisation de la vapeur de mercure le long de l'arc vers l'anode. Les ions sont attirés aux environs de la cathode. Ce bombardement ionique sur la piscine maintient la température du point d'émission tant que du courant continue à passer.
Le courant étant conduit par les électrons et les ions, le chemin de conduction est très peu influencé par les charges d'espace. C'est un avantage par rapport aux tubes à vide. Les diodes à vapeur de mercure peuvent donc transporter des courants forts avec une chute de tension due à l'arc limitée : de l'ordre de 20 à 30 V. Elles ont donc un bon rendement. Les tubes à cathode chaude, comme les thyratrons, ont également un bon rendement, mais leur filament se dégrade vite quand il est exposé à un courant élevé. 
La température de l'enveloppe doit être maîtrisée, le comportement de l'arc électrique étant principalement conditionné par la pression de vapeur saturante du mercure, qui elle-même dépend de la température du point le plus froid de l'enveloppe. La conception habituelle des diodes assure une température de 40 °C pour l'enveloppe et une pression de vapeur saturante de 7 mPa.
La lumière émise par le tube dépend de la pression de vapeur saturante également. Avec les valeurs classiques pour les diodes, elle est entre le bleu et le violet et contient beaucoup d'ultraviolet.
Ses fonctions de vibration à trois niveaux peuvent permettre d'autres usages.

## Construction
Deux possibilités existent pour construire une diode à vapeur de mercure : à enveloppe de verre ou à cuve d'acier. Ce dernier type était surtout utilisé pour les courants les plus élevés : au-delà de 500 A.

### Enveloppe extérieure

#### Enveloppe de verre

Diode à vapeur de mercure à enveloppe de verre.

Les premières diodes étaient réalisées dans une enveloppe mise sous vide dont on avait rempli le fond avec du mercure. L'ampoule permet de faire condenser la vapeur formée lors du fonctionnement de l'appareil. L'enveloppe de verre possède un à plusieurs bras dans lesquels sont disposées des barres de graphite, qui servent d'anode. Leur nombre dépend de l'application, en général chaque phase est associée à une anode. La géométrie de l'enveloppe doit permettre au mercure qui se condense de retourner rapidement dans la piscine afin d'éviter la formation d'un chemin conducteur entre l'anode et la cathode. 
Un redresseur à six phases et de courant nominal 150 A a une enveloppe haute d'environ 600 mm et de diamètre extérieur 300 mm. Elle contient plusieurs kilos de mercure liquide. Une enveloppe de grande taille est rendue nécessaire par la faible conductivité thermique du verre. Sa partie supérieure doit permettre de dissiper la chaleur afin de faire condenser la vapeur de mercure. Certaines diodes étaient ainsi immergées dans l'huile afin de mieux maîtriser la température.
La fragilité du verre de l'enveloppe jointe à la dilatation des conducteurs d'anodes et cathode par l'effet Joule empêchent d'accroître indéfiniment la taille des diodes à vapeur de mercure et, par conséquent, leur courant maximal. Il faudrait que le coefficient de dilatation thermique du matériau des conducteurs soit proche de celui du verre afin d'éviter que de l'air ne s'engouffre dans l'enveloppe. Au milieu des années 1930, des courants de 500 A ont été atteints. Au-delà, la conception à cuve d'acier est plus appropriée.

#### Cuve d'acier
Pour les valves plus puissantes, une cuve en acier est utilisée pour contenir l'arc et des isolateurs en céramique pour isoler les électrodes. Afin de conserver le vide, malgré les fuites pouvant apparaître, une pompe évacue l'air en continu. Pour les plus forts courants, un refroidissement à eau est utilisé.
Ces diodes possèdent une anode, on parle alors parfois d'« excitron ». Ce dernier type est souvent utilisé quand le redresseur est multiphasé, où, comme pour les HVDC, pour augmenter le courant maximal.

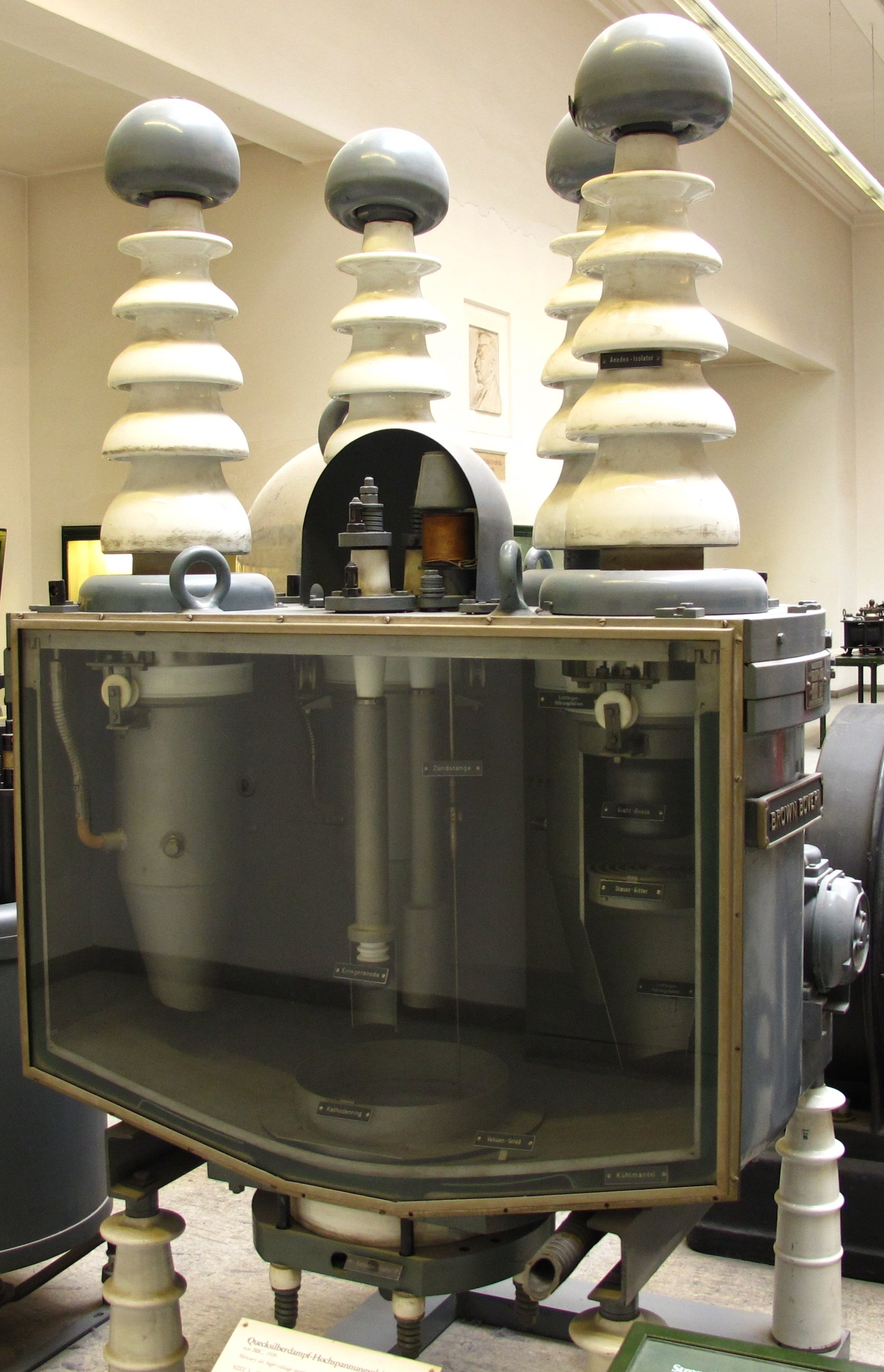
Vue en coupe d'une diode à vapeur de mercure à cuve d'acier de première génération. Son courant nominal est 30 A, sa tension nominale 50 kV.
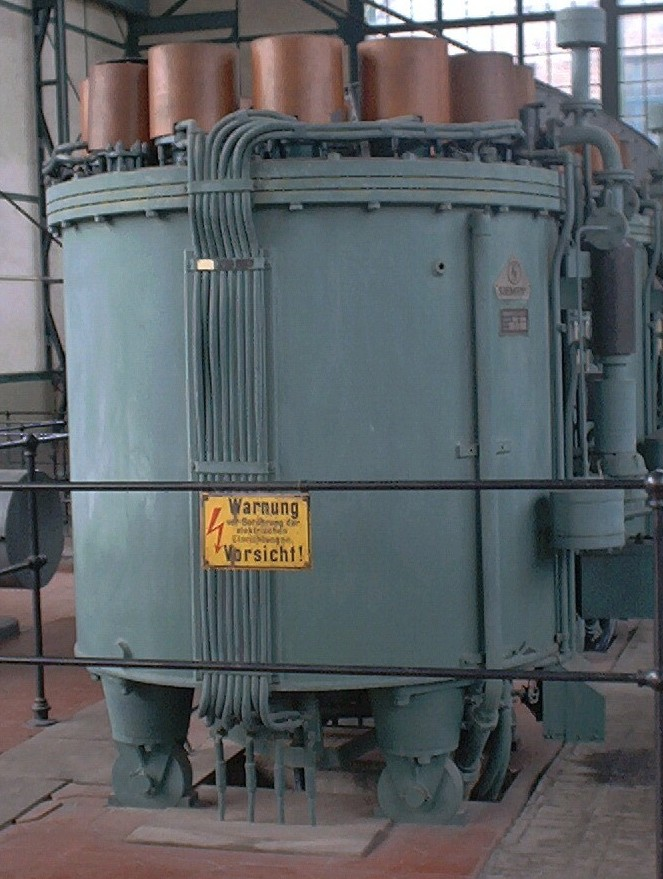
Diode à vapeur de mercure de courant nominal 1 330 A et de tension nominale 560 V produite par Siemens.

### Anode d'allumage
Lors de la phase d'allumage d'une diode à vapeur de mercure, l'anode d'allumage entre en contact avec la piscine de mercure, puis en est séparée. Un court arc électrique se produit alors, le courant commence à passer et une forte force électromotrice apparaît. Lors du contact, un circuit inductif permet de limiter le courant. Les moyens employés pour faire entrer en contact l'anode d'allumage et la cathode sont :
- un électro-aimant mis au contact de l'ampoule d'un petit redresseur, suffisant pour permettre le passage du mercure du réservoir vers l'électrode d'allumage. Cet électroaimant peut servir de circuit inductif afin de limiter le courant ;
- un petit ruisseau de mercure entre deux piscines traversé par un très fort courant à très basse tension. La magnétostriction dilate le mercure et ouvrir le circuit ;
- un bilame constitué de deux métaux de coefficients de dilatation différents pour apporter du courant à la piscine de mercure, conçu de telle sorte, que sous l'effet de l'échauffement produit par le courant, il se plie en rompant le contact avec la piscine.

### Anode d'excitation
Une réduction ou annulation du courant pouvant mettre fin à l'émission d'électrons de la cathode, de nombreux redresseurs possèdent une électrode supplémentaire chargée de maintenir l'arc en permanence. Ces anodes excitatrices sont en général au nombre de deux ou trois et alimentent la diode avec quelques ampères. Elles sont alimentées typiquement par un petit transformateur monté en shunt.
Ce circuit est absolument nécessaire sur les redresseurs monophasés, comme l'excitron, le courant passant par zéro à chaque période. Le même problème existe pour ceux alimentant des postes de radiotélégraphie, le courant étant interrompu à chaque pression sur la clé pour émettre du Morse.

### Grille de commande
Les diodes à vapeur de mercure, aussi bien à enveloppe de verre qu'à cuve en acier, peuvent avoir une grille de commande entre leur anode et leur cathode. Cette grille permet de retarder le passage du courant après le passage à zéro, changeant ainsi la conductivité moyenne du composant et la tension aux bornes du redresseur. Cette possibilité de commande permet d'utiliser des diodes à vapeur de mercure pour des onduleurs.
Afin de retarder le passage du courant, la grille est soumise à une tension négative de quelques volts. Ainsi, les électrons émis par la cathode sont renvoyés vers celle-ci par la grille et n'atteignent pas l'anode. À l'inverse, si la grille a une faible tension positive à ses bornes, les électrons la traversent comme si de rien n'était. La grille permet de retarder l'allumage, mais n'a pas la capacité d'interrompre le courant, l'arc, une fois celui-ci établi. En effet, si sa tension de la grille est rendue de nouveau négative, les ions positifs s'accumulent autour de la grille et neutralisent sa charge, autrement dit il y a un phénomène de charges d'espace. Pour interrompre le courant, le seul moyen est d'utiliser un circuit extérieur pour alimenter un courant négatif dans la valve, rendant la somme des courants plus petite qu'une certaine valeur critique. 
Même si les diodes à vapeur de mercure à grille de commande ont des éléments de ressemblance avec les triodes, elles présentent plus de similitudes fonctionnelles avec les thyristors et ne peuvent être utilisées comme amplificateur qu'en commutation.

### Électrode de gradation

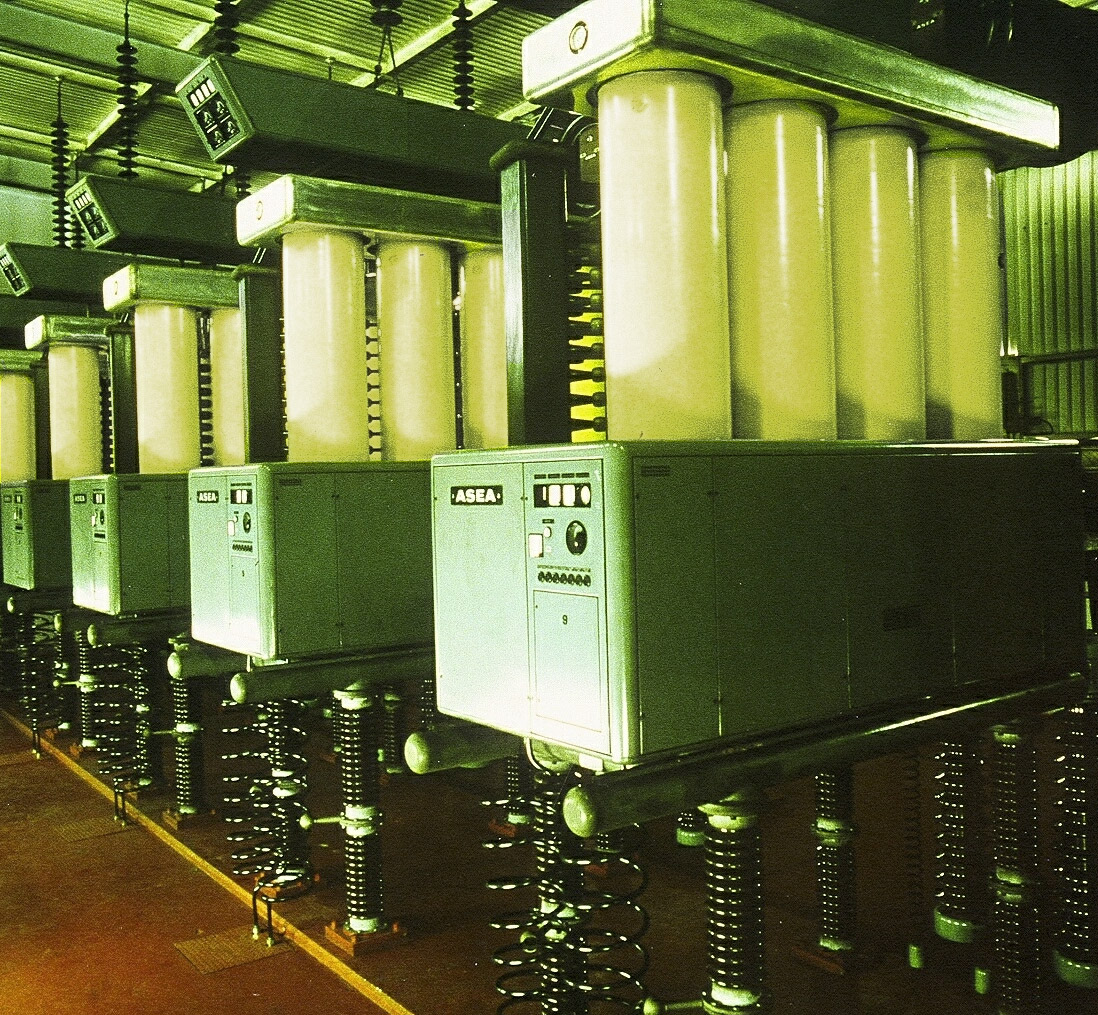
Diode à vapeur de mercure à quatre anodes en colonne en parallèles fabriquée par ASEA, ici sur la ligne HVDC Inter-Island en Nouvelle-Zélande.

Si la tension aux bornes de la diode à vapeur de mercure devient fortement négative, supérieure à la tension de retournement, il est possible que la diode devienne passante. En anglais on parle de backfire. Ce phénomène peut endommager ou détruire le composant et provoquer un court-circuit endommageant à son tour les équipements avoisinants. Il a pendant longtemps limité l'usage des diodes à quelques kilovolts de tension nominale.
L'introduction d'une électrode de gradation entre l'anode et la grille de commande a permis de résoudre le problème. Elle est connectée à un pont diviseur constitué d'une résistance et d'une capacité. L'invention est principalement à mettre au crédit d'Uno Lamm, ingénieur chez ASEA et pionnier de l'HVDC, qui travailla au problème en 1939. Elle fut mise en application pour construire en 1954 la ligne HVDC Gotland.
Ce type de diode a été développé jusqu'à atteindre une tension nominale de 150 kV. Le courant par contre est resté limité à 200 voire 300 A par anode. En effet, si la cathode est gardée dans une cuve d'acier, l'électrode de gradation doit être contenue dans une grande colonne en porcelaine qui n'a pas une bonne conductivité thermique. Les lignes de transmission HVDC ont donc dû utiliser des valves à quatre ou six anodes en parallèle. Les colonnes en porcelaine sont toujours refroidies à l'air, tandis que les cathodes sont soit refroidies par air, soit par eau.

## Circuits
Les diodes monophasées n'étaient que peu utilisées, sauf sur les locomotives où on n'a pas le choix. En courant monophasé, chaque fois que le courant passe par zéro, l'arc s'éteint. Lorsqu'un circuit inductif, comme un moteur électrique, est connecté, la coupure au passage à zéro crée une forte tension inverse difficile à gérer. Par ailleurs, les redresseurs monophasés produisent un courant continu avec une composante alternative d'ordre 2, c'est-à-dire à deux fois la fréquence du réseau, indésirable pour la plupart des applications en courant continu. En utilisant des réseaux en courant alternatif multiphasé, avec trois ou six anodes, le courant et la tension continus résultant du redresseur sont plus constants ainsi que sa résistance. Ce type de redresseur permet également d'équilibrer la charge entre les différentes phases, ce qui est souhaitable pour les performances du réseau électrique.
Pour un système triphasé, la cathode est connectée à la ligne en tension continue positive, la ligne en tension négative étant connectée au point de neutre du transformateur, dont la tension est constante. Les bornes haute tension de celui-ci sont reliées aux anodes des valves (voir schéma ci-contre). Quand la tension alternative est positive, la diode conduit le courant entre l'anode concernée et la cathode. Le système étant triphasé, il y a à tout moment au moins une des phases où la tension est positive.
Pour un système monophasé, deux anodes sont normalement utilisées. Chacune est connectée à une extrémité de l'enroulement secondaire, la cathode étant liée au centre de l'enroulement. Le circuit se comporte donc comme un redresseur double alternance.
De la même manière, pour un circuit triphasé, l'usage du montage précédent (représenté ci-contre) permet de redresser les deux alternances des trois phases et ainsi d'avoir un courant plus constant. 
Pour les applications HVDC, un Pont de Graetz était normalement utilisé.

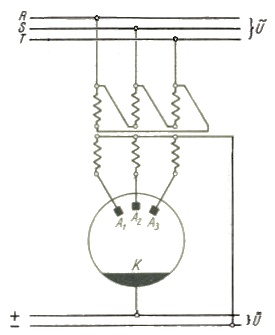
Circuit triphasé avec trois anodes.
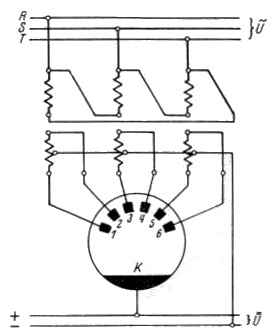
Circuit triphasé avec six anodes.

## Caractéristiques électriques
Les valves à vapeur de mercure du projet Nelson River DC Transmission System sont les plus grandes jamais développées pour cette application. Elles ont une tension nominale de 150 kV, un courant nominal de 1 800 A qui se divisent en six anodes soit une puissance de 270 MW. Les anodes sont refroidies à air et les cathodes à eau. Les valves à quatre anodes ont des performances maximales de 133 kV pour 1 200 A soit 160 MW. À la fin des années 1960, la recherche et développement d'ASEA mettait au point une valve d'une capacité de 1 000 A par anode, mais les avancées dans le domaine des thyristors ont fait abandonner les projets de mise en production.
Chute de tension, temps de réponse...

## Appareils similaires
Deux types de valve à vapeur de mercure se distinguent particulièrement des autres : les Ignitrons et les Excitrons. Le premier n'a pas d'anode d'excitation et utilise son anode d'allumage à chaque redémarrage. Il ne dispose pas non plus de grille de commande.

### Curiosité
En 1919, le livre Cyclopedia of Telephony & Telegraphy Vol. 1 décrit un amplicateur de signal téléphonique utilisant un champ magnétique pour moduler l'arc dans une valve à vapeur de mercure. Ce système n'a jamais eu de succès commercial.

## Conséquences environnementales
Le mercure est toxique et n'est pas biodégradable, il représente donc un danger pour les hommes et l'environnement. La fragilité des enveloppes de verre des diodes construites selon ce mode rendait la probabilité d'une fuite de mercure dans l'environnement particulièrement problématique. Certains postes HVDC ont ainsi nécessité une dépollution du site après la mise hors service de la ligne. Les pompes à vide des redresseurs à cuve d'acier rejetaient de faibles doses de vapeur de mercure dans l'air environnant.